# Ливанские силы
Ливанские силы (араб. القوات اللبنانية‎) — правая политическая партия христианской общины Ливана. Создана Самиром Джааджаа и его сторонниками на основе объединённой правохристианской милиции времён гражданской войны. Запрещены в период сирийской оккупации. Активно участвовали в Кедровой революции, входили в антисирийскую Коалицию 14 марта. Позиционируются как партия правой христианской демократии и традиции Башира Жмайеля.

## Правохристианская милиция

### Объединение христианских формирований
В 1975 году в Ливане началась гражданская война между правохристианскими, с одной стороны, и Организацией освобождения Палестины и «мусульманскими и левыми» силами, с другой стороны. Правохристианские организации — фалангистская партия Катаиб, Национал-либеральная партия, Стражи кедров, Танзим, Марада — создали коалицию Ливанский фронт. Вооружённое крыло Ливанского фронта — партийные милиции получило название Ливанские силы.
Военное командование «Ливанских сил» строилось на основе представительства от всех партийных милиций. Первыми лицами выступали
- Башир Жмайель, Силы регулирования Катаиб
- Дани Шамун, Милиция Тигров
- Этьен Сакер, «Стражи кедров»
- Жорж Адуан, «Танзим»
- Тони Франжье, «Марада»

Военно-политические задачи «Ливанских сил» состояли в вооружённом отпоре ООП и её союзникам — ПСП, ЛКП, Мурабитун. Ставились цели ликвидировать военную инфраструктуру ООП, покончить с палестинским присутствием в Ливане, разгромить социалистов, коммунистов и насеристов, гарантировать независимость Ливана от панарабистских сил (прежде всего от Сирии), обеспечить доминирование в стране христианской общины (прежде всего католиков-маронитов) и проведение прозападного курса. При этом декларировалась защита конституции, законности, правового порядка, социально-экономической инфраструктуры Ливана и легитимной государственной власти. Характерной чертой являлась ориентация на военно-политическое сотрудничество с Израилем.
«Ливанские силы» вели эффективные боевые действия в столичной Битве отелей, при осаде и штурме Тель-Заатара (1976, против ООП), в Стодневной войне (1978, против сирийских войск), Битве при Захле (1981, против сирийцев и палестинцев), во многих других боестолкновениях.

### Структура и командование
Крупнейшей структурой «Ливанских сил» являлась фалангистская милиция Катаиб. Национал-либеральная «Милиция Тигров», формирования «Стражей кедров» и «Танзим» численно уступали фалангистам; «Марада» держалась особняком в силу политической позиции. В силу такого расклада, решающее влияние в правохристианском командовании приобрёл Башир Жмайель (сын основателя Катаиб Пьера Жмайеля) и его соратники-фалангисты. Это создавало серьёзные противоречия, периодически выливавшиеся в вооружённую междоусобицу.
В конце 1970-х Башир Жмайель начал устанавливать своё единовластие в правохристианском лагере. В результате Эденской резни 13 июня 1978 были подорваны вооружённые силы «Марады», Тони Франжье убит. 7 июля 1980 резня в Сафре покончила с самостоятельностью «Милиции Тигров», вооружённые силы национал-либералов интегрировались командованием Жмайеля. К концу 1980 года Башир Жмайель консолидировал в «Ливанских силах» под собственным командованием все правохристианские формирования, за исключением «Марады».
Со второй половины 1981 года понятия «фалангистская милиция» и «Ливанские силы» практически слились воедино. Их численность к тому времени оценивалась уже в 25 тысяч человек, по другим данным, численность «Ливанских сил» достигала 28 тысяч человек, из которых 15 тысяч насчитывали бойцы, находившиеся на постоянной службе. По данным ЦРУ, «Ливанские силы» считались самой сильной из ливанских милиций. Ведущими командирами «Ливанских сил» являлись
- Башир Жмайель
- Фади Фрем — начальник главного штаба
- Фуад Абу Надер (племянник Башира Жмайеля, внук Пьера Жмайеля) — начальник оперативного командования
- Ильяс Хобейка — начальник службы безопасности, исполнитель спецопераций
- Самир Джааджаа — командир спецназа, исполнитель спецопераций
- Амин Жмайель (старший брат Башира Жмайеля) — командир автономной 75-й бригады
- Роберт Хатем — начальник охраны Хобейки, полевой командир, исполнитель спецопераций
- Бутрос Хаванд — председатель Военного совета Катаиб.
- Ильяс Зайек — заместитель начальника оперативного командования.
- Жозеф Сааде — командир бейрутских формирований.
- Жослин Хуэйри — командир женского подразделения.
- Сами Куейри — командир бригады BG.

23 августа 1982 года Башир Жмайель был избран президентом Ливана. Командование «Ливанскими силами» он передал Фади Фрему. По ряду признаков, он намеревался полностью консолидировать силовые структуры Ливана, интегрировав «Ливанские силы» в правительственную армию.

### Раскол в войне
14 сентября 1982, не успев официально вступить в должность, Башир Жмайель погиб в результате теракта. Одним из последствий убийства стала резня в Сабре и Шатиле, учинённая боевиками «Ливанских сил» под командованием Ильяса Хобейки.
Гибель Башира Жмайеля стала сильнейшим ударом по «Ливанским силам» и в целом по правохристианскому лагерю. Новым президентом Ливана был избран Амин Жмайель, но он не обладал политическим и военным потенциалом младшего брата. «Ливанские силы» постепенно выходили из-под контроля политического руководства. Открытый конфликт произошёл весной 1984 года, когда президент Жмайель объявил о расторжении ливано-израильского мирного договора. «Ливанские силы» не признали это решение и подтвердили союз с Израилем. Окончательный раскол сдерживался авторитетом Пьера Жмайеля-старшего. Но 29 августа 1984 Пьер Жмайель скончался.

По мнению аналитиков, смерть Пьера Жмайеля приведёт к вакууму силы в верхушке его фалангистской партии и альянса католиков-маронитов, известного как Ливанский фронт. Христианская боевая милиция, называемая Ливанскими силами, все более отчуждается от партии и призывает к «децентрализации», означающей переход к системе кантонов, создаваемых религиозными группами. Милиция, созданная Баширом, жестоким младшим сыном Пьера Жмайеля, давно не доверяет Амину. Она управляет христианским анклавом, контролирует его налоговую систему, порты, таможни, имеет военную и полицейскую власть.

Смерть Жмайеля-старшего похоже, усилит командира милиции Фади Фрема. Но сам Фрем, скорее всего, вынужден будет противостоять ещё более воинственным маронитам, в частности, Самиру Джааджаа.

К тому времени во многом изменился характер ливанской войны. Идеологическое противоборство правых с палестинцами, левыми и коммунистами отошло на задний план. Ливанские националисты (при поддержке Израиля) воевали против Сирии и её союзников, среди которых усиливались шиитские исламисты. Борьба шла уже не столько за то или иное внутреннее устройство, сколько за суверенитет Ливана.
Осенью 1983—зимой 1984 «Ливанские силы» потерпели ряд поражений от сирийских войск, формирований Амаль и друзского ополчения. Ответственность за боевые неудачи были возложена на Фади Фрема. Командование перешло к Фуаду Абу Надеру, который сумел относительно выправить ситуацию. Однако Ильяс Хобейка и Самир Джааджаа предъявляли свои претензии на единоличное руководство христианскими военно-политическими структурами. В конце 1985 Самир Джааджаа и Ильяс Хобейка подняли мятеж против Амина Жмайеля и Фуада Абу Надера. Абу Надер располагал достаточным потенциалом для подавления мятежа, но он отказался участвовать в христианской междоусобице и подал в отставку. Начались ожесточённые бои между сторонниками Джааджаа и Хобейки.
Это противостояние определялось не только борьбой за власть, но и политическими расхождениями: Джааджаа стоял на позициях ливанского национализма, Хобейка к тому времени уже выступал в качестве сирийского агента. Победу одержал Самир Джааджаа, 15 января 1986 ставший лидером «Ливанских сил».
Весной 1989 года «Ливанские силы» поддержали генерала Мишеля Ауна в его "Войне за освобождение" против сирийских войск в Ливане. В январе 1990 Аун потребовал, чтобы "Ливанские силы" были присоединены к его армии, однако Джааджаа отказался поставить свои войска в подчинение Ауну. Начались столкновения между армией Ауна и «Ливанскими силами», что привело к сильным разрушениям в христианском анклаве и вызвало массовую эмиграцию христианского населения. Боевые действия сильно подорвали военную мощь христианского лагеря. Армии Ауна не удалось сломить сопротивление христианской милиции.  24 октября 1989 года были подписаны Таифские соглашения об урегулировании, формально завершавшие гражданскую войну в Ливане. «Ливанские силы» поддержали эти договорённости. Отряды вооружённой милиции были преобразованы в политическую партию правохристианского толка и изъявили готовность перейти к мирной политической деятельности. В октябре 1990 года Аун потерпел окончательное поражение от сирийских войск и просирийских частей ливанской армии генерала Эмиля Лахуда и бежал во Францию.
В итоге междоусобной борьбы Ливан оказался оккупирован Сирией до 2005 года.

## Политическая партия

### Сопротивление сирийской оккупации
Идеологически и политически «Ливанские силы» позиционировались как партия традиции Ливанской фаланги и Башира Жмайеля (Самир Джааджаа считал, что Катаиб под руководством Элие Карама и Жоржа Сааде во многом отошла от этого наследия). Основными программными принципами партии являлись
- независимость и суверенитет Ливана в международно признанных границах
- сбалансированная политическая система, гарантии представительства во власти для всех групп ливанского общества
- демократия и гарантированное соблюдение прав и свобод человека

В начале 1990-х президент Ливана Ильяс Храуи и премьер-министр Омар Караме неоднократно предлагал Самиру Джааджаа посты в ливанском правительстве. Однако Джааджаа отказывался, поскольку был противником сирийского контроля над Ливаном и не признавал правительство суверенным. «Ливанские силы» находились в жёсткой оппозиции просирийским властям Ливана и сирийскому режиму Хафеза Асада. Эта позиция привела к тому, что партия и её лидер подверглись жёстким преследованиям.
23 марта 1994 партия «Ливанские силы» была запрещена. Многие активисты арестованы, конфискованы активы, закрыты партийные учреждения, в том числе СМИ. 21 апреля 1994 арестован Самир Джааджаа. Ему — единственному из участников гражданской войны — были предъявлены обвинения в военных преступлениях. В 1995 в отношении Джааджаа были вынесены несколько приговоров к пожизненному заключению. Amnesty International характеризовала процесс как неправовой, приговоры — как политически мотивированные.
Более 11 лет Самир Джааджаа провёл в камере размером 2×3 м, без солнечного света, на третьем подземном уровне тюрьмы министерства обороны. Репрессиям подверглись сотни активистов «Ливанских сил». Деятельность партии в период 1994—2005 велась нелегально. Руководство «Ливанскими силами» взяла на себя жена Самира Джааджаа Сетрида Джааджаа. Видную роль в «Ливанских силах» того периода играл Фуад Абу Надер, возглавлявший группу ветеранов-фалангистов.

### Революция и восстановление
В 2005 году Кедровая революция покончила с сирийской оккупацией Ливана. «Ливанские силы» во главе с Сетридой Джааджаа принимали активное участие в массовых антисирийских протестах. 26 июля 2005 Самир Джааджаа был освобождён и вновь возглавил партию. Запрет «Ливанских сил» был официально снят, равно как и все обвинения с Самира Джааджаа.
«Ливанские силы» вступили в антисирийскую Коалиции 14 марта, которая одержала победу на выборах 2005. Члены партии занимали различные министерские посты в ливанском правительстве. На выборах 2009 в парламент Ливана были избраны 8 представителей «Ливанских сил» (из 128 депутатов).
В настоящее время партия «Ливанские силы» стоит на позициях правой христианской демократии и последовательного ливанского национал-патриотизма. Выступают категорически против какого-либо сирийского участия в ливанской политике. Столь же негативно относятся также в иранскому вмешательству. Считают своей задачей не допустить вооружённого захвата власти просирийской и проиранской партией Хезболла. Требуют международного расследования политических убийств Рафика Харири, Пьера Жмайеля-младшего и других ливанских политиков, предположительно ставших жертвами сирийских спецслужб.
Союзниками «Ливанских сил» являлись фалангисты (хотя Джааджаа не вернулся в Катаиб даже после того, как партийное руководство снова перешло к представителям клана Жмайель), суннитское Движение за будущее (лидер Саад Харири) и, как ни парадоксально, современная ПСП (лидер Валид Джумблат). Несмотря на межличностные сложности между Джааджаа и Абу Надером, «Ливанские силы» контактируют с движением Фронт свободы, поддерживают призыв к христианскому единству.
Главные противники «Ливанских сил» — партии Коалиции 8 марта: «Хезболла», Амаль, ЛКП. Враждебными остаются отношения «Ливанских сил» с «Марадой», периодически выливающиеся в вооружённые столкновения.
В 2014—2015 Самир Джааджаа баллотировался в президенты Ливана, но не смог набрать необходимого количества голосов. В январе 2016 Джааджаа неожиданно поддержал президентскую кандидатуру генерала Ауна — своего давнего противника, лидера Свободного патриотического движения из «Коалиции 8 марта». Голоса депутатов от «Ливанских сил» позволили Мишелю Ауну избраться президентом. Это способствовало изоляции «Хезболла», но резко ухудшило отношения «Ливанских сил» с Катаиб.
«Ливанские силы» выражают полную солидарность с движениями Арабской весны. В сирийском вооружённом конфликте «Ливанские силы» выступают как противники Башара Асада, но крайне негативно относятся к сирийским беженцам любой политической ориентации. Самир Джааджаа призывает к депортации сирийцев из Ливана.

### Программные установки
После выборов 2009 года партия «Ливанские силы» сформулировала своё видение политических целей и задач.
- Подтвердить независимость и территориальную целостность Ливана, осуществить демаркацию всей территории, начиная от фермы Шебаа, чтобы присоединить её
- Исключить пребывание в Ливане иностранных вооружённых сил
- Придерживаться международных соглашений, прежде всего 1559, 1680 и 1701 годов, дабы предотвратить внешние посягательства
- Полностью, без исключений и отсрочек, исполнять решения Международного трибунала по Ливану
- Проводить сдержанную внешнюю политику
- Найти гуманное решение проблемы палестинских беженцев, не допуская вооружения палестинских лагерей
- Категорически запретить любые попытки создания палестинского государства на ливанской территории
- Переформулировать соглашение о партнёрстве и сотрудничестве с Сирией, отменить статью 6 о Ливано-сирийском высшем совете.
- Требовать освобождения ливанских заключённых в тюрьмах Сирии, ставить этот вопрос первым пунктом на межгосударственных переговорах
- Энергично проводить восстановление конституционного строя, без напряжения, травли и запугивания
- Повторно изучить проблемы натурализации, предоставлять гражданство тем, кто полностью соблюдает правовые условия
- Провести административную децентрализацию, расширить права регионального самоуправления
- Способствовать активному участию женщин в общественно-политической жизни Ливана
- Усиливать государственные социальные программы, оказывать поддержку крестьянам, защищать трудовые права рабочих, гарантировать охрану здоровья, защиту детей, доступ к образованию и многообразие культуры

### Руководство и структура
Председателем партии «Ливанские силы» является Самир Джааджаа.
Его заместитель — известный политик и юрист Жорж Адуан, возглавлявший организацию «Танзим» во время гражданской войны.
Видную роль в партийном руководстве играют Сетрида Джааджаа, Ибрагим Наджар (экс-министр юстиции), Жозеф Саркис (руководитель бейрутской организации, экс-министр туризма), Антуан Карам (экс-министр охраны окружающей среды), Ильяс Кайруз (депутат парламента), Антуан Захра (депутат парламента), Фади Карам (известный врач-стоматолог, председатель Ливанского союза работников свободных профессий, депутат парламента), Тони Аби Хатер (депутат парламента), Жозеф Маалуф (депутат парламента), Шант Джинджинян (депутат парламента).
В 2011 были введены новые правила формирования руководящих органов партии: председателя и Исполнительный комитет избирают все члены партии.
В партии функционируют молодёжная и женская организации и несколько структур по социальному профилю — ассоциации рабочих, предпринимателей, инженеров и техников, юристов, врачей, фармацевтов, преподавателей, банковских служащих.
«Ливанские силы» имеют департамент международных связей, партия входит в объединение консервативных и христианско-демократических сил Международный демократический союз.
Штаб-квартира партии расположена в маронитском селении Маараб (Горный Ливан).

## Лидеры «Ливанских сил»

### Командующие милицией
- Башир Жмайель (1976—1982)
- Фади Фрем (1982—1984)
- Фуад Абу Надер (1984—1985)
- Ильяс Хобейка (1985—1986)
- Самир Джааджаа (1986—1989)

### Председатели партии
- Самир Джааджаа (1989—1994)
- Сетрида Джааджаа (1994—2005, исполняющая обязанности)
- Самир Джааджаа (с 2005)